# Primero de Mayo, Puebla
Primero de Mayo är en ort i Mexiko.   Den ligger i kommunen Puebla och delstaten Puebla, i den sydöstra delen av landet, 110 km öster om huvudstaden Mexico City. Primero de Mayo ligger 2 337 meter över havet och antalet invånare är 1 599.
Terrängen runt Primero de Mayo är kuperad österut, men västerut är den platt. Runt Primero de Mayo är det mycket tätbefolkat, med 2 614 invånare per kvadratkilometer. Närmaste större samhälle är Puebla de Zaragoza, 12,1 km väster om Primero de Mayo. Trakten runt Primero de Mayo består till största delen av jordbruksmark.